# Schenkelstraße (Düren)

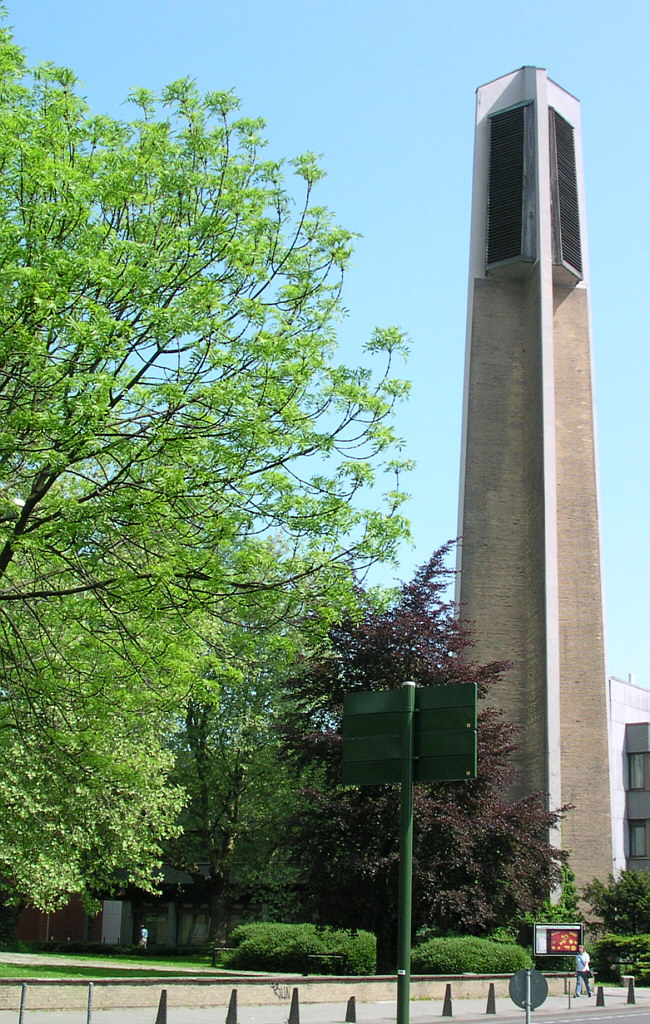
Die Christuskirche

Die Schenkelstraße in der Kreisstadt Düren (Nordrhein-Westfalen) ist eine wichtige Innerortsstraße. Sie ist vierspurig ausgebaut und eine der Hauptzufahrten zur Innenstadt.
Die Straße beginnt an der Einmündung der Schützenstraße und endet an der August-Klotz-Straße / Philippstraße. Der Straßenzug Bismarckstraße – Schenkelstraße – Tivolstraße durchquert den Stadtkern.
An der Schenkelstraße liegen
- die Christuskirche, denkmalgeschützt
- das ehemalige Schulgebäude, heute Nebengebäude der Stadtverwaltung, denkmalgeschützt
- der Stadtmauerrest Schenkelstraße 6–8, denkmalgeschützt
- die Sparkasse Düren im Einmündungsbereich zur Zehnthofstraße

## Geschichte
Die Schenkelstraße war früher eine Promenade zwischen dem Philippstor und dem Wirteltor. Der Stadtgraben hieß „Schmiedegraben“. Der Wall war schon 1787 abgetragen worden. Das Philippstor wurde 1824 abgebrochen. Danach wurde die Straße ausgebaut und zum Häuserbau freigegeben. Die 1834 erbaute Schule hatte hohe vorgelagerte Treppen. Deshalb nannte man die Straße „Treppenstraße“. Im Juni 1869 wurde sie aus Dankbarkeit nach dem Dürener Fabrikanten und Gönner Rudolf Schenkel in Schenkelstraße umbenannt.
Von 1908 bis 1944 befuhr die Straßenbahn der Dürener Kreisbahn (DKB) die östliche Schenkelstraße zwischen Zehnthofstraße und Wirteltorplatz. Die zweigleisige Strecke führte vom Markt zum Bahnhof, eine Haltestelle gab es am Wirteltorplatz. Die Strecke wurde nach dem Krieg nicht wieder aufgebaut.